# Paul Bonny
Paul Bonny, né en 1908 à Genève et décédé en 1984 à Buenos Aires, est un journaliste et homme politique nationaliste suisse d'obédience maurassienne.

## Biographie

### Famille
Il est marié et a deux enfants.

### Activités politiques en Suisse
Dès 1930, il fait partie de l'Ordre politique national (OPN), parti politique nationaliste genevois fondé la même année par Georges Oltramare. En 1932, lors de la fusion de l'OPN avec le parti anti-étatiste genevois l'Union de défense économique, il devient membre de l'Union nationale (U.N.) .
Dès 1933, il occupe le poste de rédacteur en chef de l'Action nationale, le journal de l'U.N. En 1935, il se présente aux élections municipales en Ville de Genève, mais termine huitième vient-ensuite avec 1 111 suffrages. Entre 1936 et 1939, il est cependant élu député au Grand Conseil de Genève pendant une législature.
En janvier 1938, il poursuit en diffamation le journal le Travail et obtient en justice 2 000 CHF de dommages et intérêts.
Le 2 décembre 1938, Bonny est perquisitionné, puis arrêté par la police fédérale sur ordre du Ministère public fédéral, dans le cadre d'un ensemble d'arrestations visant l'organisation secrète des fidèles Confédérés, avant d'être emprisonné dans la prison de Saint-Antoine. Cette organisation est accusée de servir de service de renseignement au profit d'un parti politique étranger et Bonny aurait été en contact avec leur leader, Alfred Zander. Bonny nie toutefois y appartenir. Le 21 décembre, il est relaxé, tandis qu'en juin 1939, le procureur général de la Confédération classe l'affaire par manque de preuves.

### Activités durant la Seconde Guerre Mondiale
En août 1940, le Dr Reiche, chargé de missions spéciales auprès du consulat allemand à Genève, remet à Bonny une lettre de Georges Oltramare l'invitant à le rejoindre à Paris, occupée par les Allemands. En septembre 1940, Bonny et son épouse  traversent la frontière suisse au Grand-Saconnex à pieds et se rendent à Gex où une voiture militaire allemande les emmène à Paris. Bonny y travaille comme attaché de presse et traducteur à l'ambassade d’Allemagne et collabore à la confection des nouvelles à Radio-Paris. 
En 1943, il adhère au Bund der Schweizer in Grossdeutschland, une organisation nationale-socialiste formant les Suisses censés occuper des fonctions dirigeantes après le rattachement de la Suisse à l'Allemagne nazie. Bonny affirmera par la suite qu'il pensait que les Suisses décideraient de cela par eux-mêmes par le biais d'une révolution nationale.
En août 1944, Bonny et son épouse accompagnent l'ambassade d'Allemagne et le gouvernement de Vichy à Baden-Baden, puis à Fribourg-en-Brisgau, et enfin à Sigmaringen. Ils y logent à l'hôtel Zum Löwen, dans une chambre à proximité de celle de Louis-Ferdinand Céline et sa femme, Lucette Destouches, et se lient d'amitié avec le couple. Bonny et Céline entretiennent par la suite une correspondance, en tout cas jusqu'en 1949,. A la demande de Céline, Bonny tentera par ailleurs d'obtenir la réédition du Voyage au bout de la nuit auprès des Éditions du Cheval ailé.
Le 21 avril 1945, Bonny et Oltramare retournent en Suisse en passant par Kreuzlingen. Ils sont interrogés, puis arrêtés et emprisonnés à la prison de Berne.

### Procès d'après Guerre et départ pour l'Argentine
En janvier 1946, Bonny est libéré provisoirement. Durant cette année-là, il contribue au Courrier du Continent.
Du 11 au 15 novembre 1947, Bonny est jugé à Lausanne pendant cinq jours devant la Cour pénale fédérale pour ses activités au service des Allemands à Paris durant l'Occupation. Il est accusé d'atteinte à l'indépendance de la Confédération helvétique, d'avoir favorisé une propagande étrangère tendant à modifier les institutions politiques de la Suisse, et d'avoir publiquement lancé ou propagé des informations qu'il savait inexactes ou déformées, de nature à compromettre la sûreté intérieure ou extérieure de la Confédération.
Il est condamné par la Cour à une année d'emprisonnement dont sont déduits 269 jours de détention préventive. Il est incarcéré au pénitencier de Bochuz à Orbe.
Après sa sortie de prison, il se rend en 1949 avec sa famille en Argentine et s'installe à Buenos Aires, où il exerce une activité de journaliste. Il entretient une correspondance avec Oltramare jusqu'à la mort de ce dernier.
Il décède en 1984.

## Postérité
Le 17 juillet 1995, l'émission de la Radio Suisse Romande Les Matins d'un nouveau Monde, présentée par Pascal Décaillet et Urs Gfeller, revient sur les activités de Bonny et d'Oltramare au service de l'Allemagne à Paris pendant la Seconde Guerre Mondiale et sur leur procès.